# 方斗燮
方 斗燮（方頭燮、パン・ドゥソプ、朝鮮語: 방두섭）は、朝鮮民主主義人民共和国の軍人、政治家。社会安全相、朝鮮人民軍第1副総参謀長兼作戦総局長、朝鮮労働党中央委員会委員。朝鮮人民軍における軍事称号（階級）は大将。朝鮮人民軍での序列は第4位。

## 経歴
出生地や生年月日は不明。2015年8月に開催された朝鮮労働党中央軍事委員会拡大会議の決定によって第2軍団長に任命された。同年11月7日に李乙雪元帥が死去すると、国家葬儀委員会委員に選ばれた。2016年5月9日に開催された朝鮮労働党第7次大会で朝鮮労働党中央委員会委員に選出され、2017年4月15日の金日成主席の誕生日である「太陽節」に際して上将に昇進した。
2020年10月6日に開催された朝鮮労働党中央委員会第7期第19回政治局拡大会議で、金正恩朝鮮労働党中央軍事委員会委員長の命令により大将に昇進し、朝鮮人民軍第1副総参謀長兼作戦総局長に任命された。